# Markus Krzoska
Markus Krzoska (* 17. Februar 1967 in Darmstadt) ist ein deutscher Historiker und Übersetzer. Sein thematischer Schwerpunkt liegt auf der Geschichte Polens sowie allgemein der Stadt-, Religions- und Historiographiegeschichte. In jüngster Zeit wandte er sich zudem den Human-Animal Studies und den breit verstandenen Kulturwissenschaften zu.

## Akademischer Werdegang
Nach dem Besuch des Ludwig-Georgs-Gymnasium in Darmstadt studierte er von 1986 bis 1992 Osteuropäische Geschichte, Politikwissenschaft und Mittlere und Neuere Geschichte an der Johannes Gutenberg-Universität Mainz. 2001 wurde er mit einer Arbeit über den polnischen Historiker Zygmunt Wojciechowski an der Freien Universität Berlin bei Klaus Zernack promoviert. Von 2008 bis 2012 war er wissenschaftlicher Mitarbeiter an der Justus-Liebig-Universität Gießen, wo er sich 2012 mit einer Darstellung zur Geschichte Polens nach 1945 auch habilitierte. Seit 2014 ist er erneut in Gießen Privatdozent. Von 2016 bis 2019 war er wissenschaftlicher Mitarbeiter an einem DFG-Projekt zu Manövrierräumen in Staatssozialismus an der Universität Siegen, 2019 bis 2020 arbeitet er in der gleichen Funktion am Deutschen Polen-Institut in Darmstadt. Seit Oktober 2022 koordiniert er für das Herder-Institut in Marburg und die Universität Gießen ein Forschungsprojekt zur Integration von Vertriebenen und Spätaussiedlern in Hessen nach 1945. Von 1998 bis 2015 leitete er die Internet-Mailingliste „Polhist“, eine der am längsten funktionierenden Listen in der deutschen Wissenschaftslandschaft.

## Ämter, Mitgliedschaften, Ehrungen
- Vorsitzender der Kommission für die Geschichte der Deutschen in Polen (2005–2017)
- korrespondierendes Mitglied der Historischen Kommission für die böhmischen Länder
- Mitglied des Herder Forschungsrates (seit 2011)
- Ehrenmedaille „Bene Merito“ des polnischen Außenministers (2015)[1]

## Publikationen (Auswahl)
- (zusammen mit Paweł Zajas) Deutsch-Polnische Geschichte – 1945 bis heute, Darmstadt 2021.
- Ein Land unterwegs. Kulturgeschichte Polens seit 1945, Paderborn 2015.
- Für ein Polen an Oder und Ostsee. Zygmunt Wojciechowski (1900–1955) als Historiker und Publizist, Osnabrück 2003 (online zugänglich).

- (Hg. mit Kolja Lichy und Konstantin Rometsch) Wende, Wandel, Weitermachen? Nachfragen zur Geschichtswissenschaft der 1990er Jahre in Deutschland, Polen und Europa, Paderborn 2021.
- (Hg. mit Wolfgang Kessler) Zwischen Region und Nation. 125 Jahre Forschung zur Geschichte der Deutschen in Polen, Osnabrück 2013.
- (Hg.) Zwischen Glaube und Nation? Beiträge zur Religionsgeschichte Ostmitteleuropas im langen 19. Jahrhundert. München 2011.
- (Hg.) Lebenserinnerungen des Posener Domherren Albert Steuer. München 2010.
- (Hg. mit Hans-Christian Maner) Beruf und Berufung. Geschichtswissenschaft und Nationsbildung in Ostmittel- und Südosteuropa. Münster 2005.
- (zusammen mit Kolja Lichy und Konstantin Rometsch) Jenseits von Ostmitteleuropa? Zur Aporie einer deutschen Nischenforschung, in: Journal of Modern European History 16 (2018), S. Nr. 1, S. 40–63.
- Teilungserfahrungen und Traditionsbildung: die Historiographie der Teilungen Polen-Litauens (1795–2011), in: Die Teilungen Polen-Litauen. Inklusions- und Exklusionsmechanismen – Traditionsbildung – Vergleichsebenen, hrsg. v. Hans-Jürgen Bömelburg (u. a.), Osnabrück 2013, S. 37–104.
- Der „Bromberger Blutsonntag“ 1939. Kontroversen und Forschungsergebnisse, in: Vierteljahrshefte für Zeitgeschichte 60 (2012), H. 2, S. 237–248.
- Deutsche Ostforschung – polnische Westforschung. Prolegomena zu einem Vergleich, in: Zeitschrift für Ostmitteleuropa-Forschung 52 (2003), Nr. 3, S. 398–419.